# فهرست کشورها بر پایه متوسط سن مردم

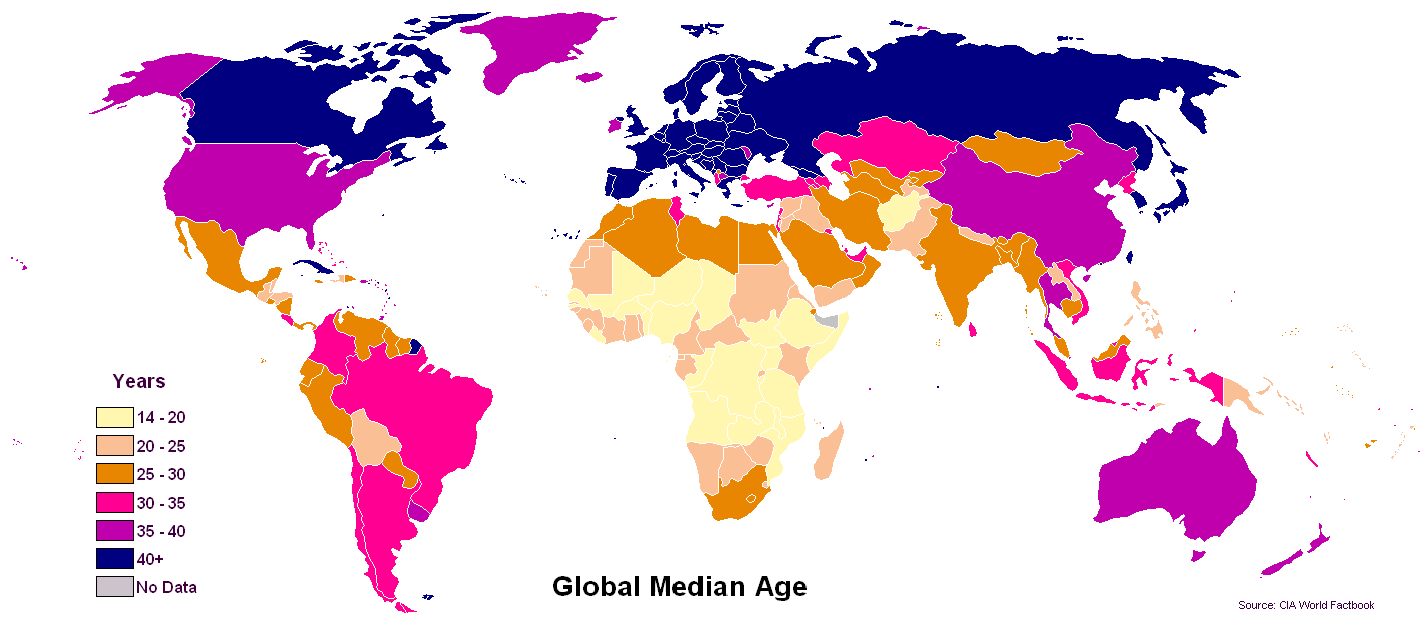
میانهٔ سن بر پایهٔ کشور

این فهرست کشورها بر پایهٔ متوسط سن مردم منتشر شده است.
| کشور                      | مجموع | مرد  | زن   | سال       |
| ------------------------- | ----- | ---- | ---- | --------- |
| ژاپن                      | ۴۴٫۶  | ۴۲٫۹ | ۴۶٫۵ | ۲۰۱۰ est. |
| ایتالیا                   | ۴۴٫۳  | ۴۳٫۰ | ۴۵٫۶ | ۲۰۱۰ est. |
| آلمان                     | ۴۳٫۷  | ۴۲٫۳ | ۴۵٫۳ | ۲۰۱۰ est. |
| جرزی                      | ۴۳٫۴  | ۴۲٫۵ | ۴۴٫۲ | ۲۰۱۰ est. |
| هنگ کنگ                   | ۴۲٫۸  | ۴۲٫۴ | ۴۳٫۲ | ۲۰۱۰ est. |
| گرنزی                     | ۴۲٫۷  | ۴۱٫۸ | ۴۳٫۵ | ۲۰۱۰ est. |
| اتریش                     | ۴۲٫۶  | ۴۱٫۵ | ۴۳٫۶ | ۲۰۱۰ est. |
| فنلاند                    | ۴۲٫۳  | ۴۰٫۷ | ۴۴٫۰ | ۲۰۱۰ est. |
| یونان                     | ۴۲٫۲  | ۴۱٫۱ | ۴۳٫۲ | ۲۰۱۰ est. |
| سان مارینو                | ۴۲٫۱  | ۴۱٫۳ | ۴۲٫۸ | ۲۰۱۰ est. |
| اسلوونی                   | ۴۲٫۱  | ۴۰٫۴ | ۴۳٫۷ | ۲۰۱۰ est. |
| بلژیک                     | ۴۲٫۰  | ۴۰٫۷ | ۴۳٫۳ | ۲۰۱۰ est. |
| سوئد                      | ۴۱٫۷  | ۴۰٫۶ | ۴۲٫۹ | ۲۰۱۰ est. |
| برمودا                    | ۴۱٫۶  | ۴۰٫۲ | ۴۳٫۱ | ۲۰۱۰ est. |
| بلغارستان                 | ۴۱٫۶  | ۳۹٫۴ | ۴۳٫۹ | ۲۰۱۰ est. |
| اسپانیا                   | ۴۱٫۵  | ۴۰٫۱ | ۴۲٫۹ | ۲۰۱۰ est. |
| لیختن‌اشتاین               | ۴۱٫۴  | ۴۰٫۸ | ۴۱٫۹ | ۲۰۱۰ est. |
| سوئیس                     | ۴۱٫۳  | ۴۰٫۳ | ۴۲٫۴ | ۲۰۱۰ est. |
| کرواسی                    | ۴۱٫۲  | ۳۹٫۳ | ۴۳٫۰ | ۲۰۱۰ est. |
| صربستان                   | ۴۱٫۱  | ۳۹٫۴ | ۴۲٫۹ | ۲۰۱۰ est. |
| دانمارک                   | ۴۰٫۷  | ۳۹٫۸ | ۴۱٫۶ | ۲۰۱۰ est. |
| کانادا                    | ۴۰٫۷  | ۳۹٫۶ | ۴۱٫۸ | ۲۰۱۰ est. |
| بریتانیا                  | ۴۰٫۵  | ۳۹٫۴ | ۴۱٫۵ | ۲۰۱۰ est. |
| جزیره من                  | ۴۰٫۴  | ۳۹٫۳ | ۴۱٫۶ | ۲۰۱۰ est. |
| جمهوری چک                 | ۴۰٫۴  | ۳۸٫۹ | ۴۲٫۲ | ۲۰۱۰ est. |
| لتونی                     | ۴۰٫۴  | ۳۷٫۴ | ۴۳٫۵ | ۲۰۱۰ est. |
| بوسنی و هرزگوین           | ۴۰٫۳  | ۳۹٫۱ | ۴۱٫۵ | ۲۰۱۰ est. |
| استونی                    | ۴۰٫۲  | ۳۶٫۷ | ۴۳٫۷ | ۲۰۱۰ est. |
| مجارستان                  | ۴۰٫۲  | ۳۸٫۱ | ۴۲٫۸ | ۲۰۱۱ est. |
| هلند                      | ۴۰٫۱  | ۴۰٫۰ | ۴۱٫۶ | ۲۰۱۰ est. |
| آندورا                    | ۳۹٫۹  | ۴۰٫۲ | ۳۹٫۶ | ۲۰۱۰ est. |
| سنت بارثلمی               | ۳۹٫۸  | ۳۹٫۹ | ۳۹٫۶ | ۲۰۱۰ est. |
| جزایر ویرجین ایالات متحده | ۳۹٫۸  | ۳۹٫۲ | ۴۰٫۲ | ۲۰۱۰ est. |
| نروژ                      | ۳۹٫۷  | ۳۸٫۸ | ۴۰٫۵ | ۲۰۱۰ est. |
| مالت                      | ۳۹٫۷  | ۳۸٫۵ | ۴۱٫۱ | ۲۰۱۰ est. |
| فرانسه                    | ۳۹٫۷  | ۳۸٫۲ | ۴۱٫۲ | ۲۰۱۰ est. |
| پرتغال                    | ۳۹٫۷  | ۳۷٫۶ | ۴۱٫۹ | ۲۰۱۰ est. |
| لیتوانی                   | ۳۹٫۷  | ۳۷٫۱ | ۴۲٫۳ | ۲۰۱۰ est. |
| اوکراین                   | ۳۹٫۷  | ۳۶٫۵ | ۴۲٫۹ | ۲۰۱۰ est. |
| سنگاپور                   | ۳۹٫۶  | ۳۹٫۱ | ۴۰٫۰ | ۲۰۱۰ est. |
| لوکزامبورگ                | ۳۹٫۳  | ۳۸٫۳ | ۴۰٫۳ | ۲۰۱۰ est. |
| بلاروس                    | ۳۸٫۸  | ۳۵٫۸ | ۴۱٫۸ | ۲۰۱۰ est. |
| گرجستان                   | ۳۸٫۸  | ۳۶٫۳ | ۴۱٫۳ | ۲۰۱۰ est. |
| روسیه                     | ۳۸٫۵  | ۳۵٫۳ | ۴۱٫۷ | ۲۰۱۰ est. |
| جزایر کیمن                | ۳۸٫۴  | ۳۸٫۰ | ۳۸٫۹ | ۲۰۱۰ est. |
| سینت هلینا                | ۳۸٫۲  | ۳۸٫۲ | ۳۸٫۱ | ۲۰۱۰ est. |
| لهستان                    | ۳۸٫۲  | ۳۶٫۵ | ۴۰٫۰ | ۲۰۱۰ est. |
| رومانی                    | ۳۸٫۱  | ۳۶٫۷ | ۳۹٫۶ | ۲۰۱۰ est. |
| آروبا                     | ۳۸٫۰  | ۳۶٫۲ | ۳۹٫۷ | ۲۰۱۰ est. |
| کره جنوبی                 | ۳۷٫۹  | ۳۶٫۵ | ۳۹٫۱ | ۲۰۱۰ est. |
| کوبا                      | ۳۷٫۸  | ۳۷٫۱ | ۳۸٫۶ | ۲۰۱۰ est. |
| استرالیا                  | ۳۷٫۵  | ۳۶٫۸ | ۳۸٫۳ | ۲۰۱۰ est. |
| اسلواکی                   | ۳۷٫۳  | ۳۵٫۷ | ۳۸٫۹ | ۲۰۱۰ est. |
| مونته‌نگرو                 | ۳۷٫۲  | ۳۵٫۹ | ۳۸٫۸ | ۲۰۱۰ est. |
| جزایر فارو                | ۳۷٫۱  | ۳۶٫۵ | ۳۷٫۹ | ۲۰۱۰ est. |
| تایوان                    | ۳۷٫۰  | ۳۶٫۴ | ۳۷٫۷ | ۲۰۱۰ est. |
| نیوزیلند                  | ۳۶٫۸  | ۳۶٫۰ | ۳۷٫۶ | ۲۰۱۰ est. |
| ایالات متحده آمریکا       | ۳۶٫۸  | ۳۵٫۵ | ۳۸٫۱ | ۲۰۱۰ est. |
| پورتوریکو                 | ۳۶٫۷  | ۳۴٫۹ | ۳۸٫۴ | ۲۰۱۰ est. |
| باربادوس                  | ۳۶٫۲  | ۳۵٫۱ | ۳۷٫۲ | ۲۰۱۰ est. |
| ماکائو                    | ۳۵٫۶  | ۳۶٫۳ | ۳۵٫۰ | ۲۰۱۰ est. |
| جمهوری ایرلند             | ۳۵٫۴  | ۳۴٫۹ | ۳۵٫۸ | ۲۰۱۰ est. |
| ایسلند                    | ۳۵٫۴  | ۳۴٫۹ | ۳۵٫۸ | ۲۰۱۰ est. |
| مقدونیه شمالی             | ۳۵٫۴  | ۳۴٫۴ | ۳۶٫۴ | ۲۰۱۰ est. |
| سنت پیر و ماژلان          | ۳۵٫۲  | ۳۴٫۶ | ۳۵٫۷ | ۲۰۱۰ est. |
| چین                       | ۳۵٫۲  | ۳۴٫۵ | ۳۵٫۸ | ۲۰۱۰ est. |
| مولدووا                   | ۳۵٫۰  | ۳۳٫۱ | ۳۷٫۱ | ۲۰۱۰ est. |
| قبرس                      | ۳۴٫۵  | ۳۳٫۲ | ۳۶٫۳ | ۲۰۱۰ est. |
| آنتیل هلند                | ۳۴٫۱  | ۳۲٫۱ | ۳۵٫۸ | ۲۰۱۰ est. |
| کره شمالی                 | ۳۳٫۹  | ۳۲٫۵ | ۳۵٫۲ | ۲۰۱۰ est. |
| تایلند                    | ۳۳٫۷  | ۳۲٫۹ | ۳۴٫۷ | ۲۰۱۰ est. |
| اروگوئه                   | ۳۳٫۷  | ۳۲٫۳ | ۳۵٫۱ | ۲۰۱۰ est. |
| گرینلند                   | ۳۳٫۵  | ۳۴٫۹ | ۳۱٫۹ | ۲۰۱۰ est. |
| جبل طارق                  | ۳۳٫۱  | ۳۲٫۲ | ۳۴٫۱ | ۲۰۱۰ est. |
| آنگویلا                   | ۳۳٫۰  | ۳۱٫۶ | ۳۴٫۳ | ۲۰۱۰ est. |
| جزایر ویرجین انگلستان     | ۳۲٫۶  | ۳۲٫۷ | ۳۲٫۵ | ۲۰۱۰ est. |
| ترینیداد و توباگو         | ۳۲٫۶  | ۳۲٫۱ | ۳۳٫۱ | ۲۰۱۰ est. |
| پالائو                    | ۳۲٫۴  | ۳۲٫۲ | ۳۳٫۰ | ۲۰۱۰ est. |
| موریس                     | ۳۲٫۳  | ۳۱٫۴ | ۳۳٫۲ | ۲۰۱۰ est. |
| سیشل                      | ۳۲٫۰  | ۳۱٫۵ | ۳۲٫۵ | ۲۰۱۰ est. |
| ارمنستان                  | ۳۱٫۹  | ۲۹٫۱ | ۳۴٫۷ | ۲۰۱۰ est. |
| شیلی                      | ۳۱٫۷  | ۳۰٫۷ | ۳۲٫۸ | ۲۰۱۰ est. |
| سنت کیتس و نویس           | ۳۱٫۵  | ۳۱٫۵ | ۳۱٫۵ | ۲۰۱۰ est. |
| سری‌لانکا                  | ۳۱٫۳  | ۳۰٫۳ | ۳۲٫۲ | ۲۰۱۰ est. |
| جزایر کوک                 | ۳۱٫۲  | ۳۰٫۵ | ۳۱٫۹ | ۲۰۱۰ est. |
| قطر                       | ۳۰٫۸  | ۳۲٫۹ | ۲۵٫۴ | ۲۰۱۰ est. |
| سنت مارتین                | ۳۰٫۸  | ۲۹٫۷ | ۳۱٫۶ | ۲۰۱۰ est. |
| بحرین                     | ۳۰٫۴  | ۳۳٫۵ | ۲۷٫۱ | ۲۰۱۰ est. |
| سنت لوسیا                 | ۳۰٫۳  | ۲۹٫۳ | ۳۱٫۴ | ۲۰۱۰ est. |
| دومینیکا                  | ۳۰٫۳  | ۲۹٫۸ | ۳۰٫۸ | ۲۰۱۰ est. |
| آرژانتین                  | ۳۰٫۳  | ۲۹٫۲ | ۳۱٫۳ | ۲۰۱۰ est. |
| امارات متحده عربی         | ۳۰٫۲  | ۳۲٫۱ | ۲۴٫۸ | ۲۰۱۰ est. |
| آلبانی                    | ۳۰٫۲  | ۲۹٫۶ | ۳۱٫۰ | ۲۰۱۰ est. |
| آنتیگوآ و باربودا         | ۳۰٫۰  | ۲۸٫۵ | ۳۱٫۴ | ۲۰۱۰ est. |
| باهاما                    | ۲۹٫۹  | ۲۸٫۸ | ۳۱٫۰ | ۲۰۱۰ est. |
| قزاقستان                  | ۲۹٫۹  | ۲۸٫۴ | ۳۱٫۶ | ۲۰۱۰ est. |
| تونس                      | ۲۹٫۷  | ۲۹٫۱ | ۳۰٫۳ | ۲۰۱۰ est. |
| پلی‌نزی فرانسه             | ۲۹٫۵  | ۲۹٫۸ | ۲۹٫۲ | ۲۰۱۰ est. |
| سنت وینسنت و گرنادین‌ها    | ۲۹٫۵  | ۲۹٫۶ | ۲۹٫۴ | ۲۰۱۰ est. |
| لبنان                     | ۲۹٫۴  | ۲۸٫۳ | ۳۰٫۵ | ۲۰۱۰ est. |
| جزایر ماریانای شمالی      | ۲۹٫۳  | ۲۹٫۹ | ۲۹٫۱ | ۲۰۱۰ est. |
| گوآم                      | ۲۹٫۳  | ۲۸٫۹ | ۲۹٫۷ | ۲۰۱۰ est. |
| اسرائیل                   | ۲۹٫۳  | ۲۸٫۶ | ۳۰٫۰ | ۲۰۱۰ est. |
| مونتسرات                  | ۲۹٫۱  | ۲۸٫۸ | ۲۹٫۵ | ۲۰۱۰ est. |
| کالدونیای جدید            | ۲۹٫۰  | ۲۸٫۵ | ۲۹٫۵ | ۲۰۱۰ est. |
| برزیل                     | ۲۸٫۹  | ۲۸٫۱ | ۲۹٫۷ | ۲۰۱۰ est. |
| جزایر تورکس و کایکوس      | ۲۸٫۰  | ۲۸٫۸ | ۲۷٫۳ | ۲۰۱۰ est. |
| جمهوری آذربایجان          | ۲۸٫۵  | ۲۶٫۹ | ۳۰٫۳ | ۲۰۱۰ est. |
| کاستاریکا                 | ۲۸٫۴  | ۲۷٫۹ | ۲۸٫۹ | ۲۰۱۰ est. |
| جهان                      | ۲۸٫۴  | ۲۷٫۷ | ۲۹   | ۲۰۱۰ est. |
| سورینام                   | ۲۸٫۳  | ۲۷٫۹ | ۲۸٫۷ | ۲۰۱۰ est. |
| گرنادا                    | ۲۸٫۲  | ۲۸٫۲ | ۲۸٫۲ | ۲۰۱۰ est. |
| برونئی                    | ۲۸٫۱  | ۲۸٫۰ | ۲۸٫۲ | ۲۰۱۰ est. |
| ترکیه                     | ۲۸٫۱  | ۲۷٫۷ | ۲۸٫۴ | ۲۰۱۰ est. |
| اندونزی                   | ۲۷٫۹  | ۲۷٫۴ | ۲۸٫۴ | ۲۰۱۰ est. |
| والیس و فوتونا            | ۲۷٫۹  | ۲۶٫۸ | ۲۹٫۲ | ۲۰۱۰ est. |
| ایران                     | ۲۷٫۶  | ۲۷٫۴ | ۲۷٫۴ | ۲۰۱۰ est. |
| کلمبیا                    | ۲۷٫۶  | ۲۶٫۷ | ۲۸٫۸ | ۲۰۱۰ est. |
| ویتنام                    | ۲۷٫۴  | ۲۶٫۴ | ۲۸٫۵ | ۲۰۱۰ est. |
| پاناما                    | ۲۷٫۲  | ۲۶٫۹ | ۲۷٫۶ | ۲۰۱۰ est. |
| الجزایر                   | ۲۷٫۱  | ۲۶٫۸ | ۲۷٫۳ | ۲۰۱۰ est. |
| مکزیک                     | ۲۶٫۷  | ۲۵٫۶ | ۲۷٫۷ | ۲۰۱۰ est. |
| میانمار                   | ۲۶٫۵  | ۲۶٫۰ | ۲۷٫۱ | ۲۰۱۰ est. |
| مراکش                     | ۲۶٫۵  | ۲۵٫۹ | ۲۷٫۰ | ۲۰۱۰ est. |
| کویت                      | ۲۶٫۴  | ۲۸٫۲ | ۲۲٫۹ | ۲۰۱۰ est. |
| پرو                       | ۲۶٫۴  | ۲۶٫۱ | ۲۶٫۷ | ۲۰۱۰ est. |
| کوزوو                     | ۲۶٫۳  | ۲۵٫۸ | ۲۶٫۸ | ۲۰۱۰ est. |
| مالدیو                    | ۲۵٫۹  | ۲۶٫۶ | ۲۴٫۷ | ۲۰۱۰ est. |
| هند                       | ۲۵٫۹  | ۲۵٫۴ | ۲۶٫۶ | ۲۰۱۰ est. |
| فیجی                      | ۲۵٫۸  | ۲۵٫۳ | ۲۶٫۴ | ۲۰۱۰ est. |
| مغولستان                  | ۲۵٫۸  | ۲۵٫۳ | ۲۶٫۲ | ۲۰۱۰ est. |
| ونزوئلا                   | ۲۵٫۸  | ۲۵٫۱ | ۲۶٫۵ | ۲۰۱۰ est. |
| اکوادور                   | ۲۵٫۳  | ۲۴٫۷ | ۲۵٫۹ | ۲۰۱۰ est. |
| جمهوری دومینیکن           | ۲۵٫۲  | ۲۵٫۰ | ۲۵٫۳ | ۲۰۱۰ est. |
| ازبکستان                  | ۲۵٫۲  | ۲۴٫۷ | ۲۵٫۸ | ۲۰۱۰ est. |
| مالزی                     | ۲۵٫۱  | ۲۴٫۵ | ۲۵٫۸ | ۲۰۱۰ est. |
| پاراگوئه                  | ۲۴٫۹  | ۲۴٫۷ | ۲۵٫۱ | ۲۰۱۰ est. |
| ترکمنستان                 | ۲۴٫۸  | ۲۴٫۴ | ۲۵٫۳ | ۲۰۱۰ est. |
| آفریقای جنوبی             | ۲۴٫۷  | ۲۴٫۴ | ۲۵٫۰ | ۲۰۱۰ est. |
| قرقیزستان                 | ۲۴٫۷  | ۲۳٫۸ | ۲۵٫۶ | ۲۰۱۰ est. |
| وانواتو                   | ۲۴٫۶  | ۲۴٫۵ | ۲۴٫۶ | ۲۰۱۰ est. |
| بوتان (کشور)              | ۲۴٫۳  | ۲۵٫۰ | ۲۳٫۷ | ۲۰۱۰ est. |
| لیبی                      | ۲۴٫۲  | ۲۴٫۳ | ۲۴٫۲ | ۲۰۱۰ est. |
| مصر                       | ۲۴٫۰  | ۲۳٫۸ | ۲۴٫۳ | ۲۰۱۰ est. |
| عمان                      | ۲۳٫۹  | ۲۵٫۴ | ۲۲٫۱ | ۲۰۱۰ est. |
| جامائیکا                  | ۲۳٫۹  | ۲۳٫۴ | ۲۴٫۵ | ۲۰۱۰ est. |
| السالوادور                | ۲۳٫۹  | ۲۲٫۵ | ۲۵٫۳ | ۲۰۱۰ est. |
| تووالو                    | ۲۳٫۹  | ۲۲٫۴ | ۲۶٫۰ | ۲۰۱۰ est. |
| گویان                     | ۲۳٫۶  | ۲۲٫۹ | ۲۴٫۳ | ۲۰۱۰ est. |
| بنگلادش                   | ۲۳٫۵  | ۲۳٫۲ | ۲۳٫۸ | ۲۰۱۰ est. |
| ساموای آمریکا             | ۲۳٫۴  | ۲۳٫۳ | ۲۳٫۶ | ۲۰۱۰ est. |
| تونگا                     | ۲۲٫۷  | ۲۲٫۳ | ۲۳٫۲ | ۲۰۱۰ est. |
| فیلیپین                   | ۲۲٫۷  | ۲۲٫۲ | ۲۳٫۲ | ۲۰۱۰ est. |
| لسوتو                     | ۲۲٫۶  | ۲۲٫۶ | ۲۲٫۷ | ۲۰۱۰ est. |
| نیکاراگوئه                | ۲۲٫۵  | ۲۲٫۱ | ۲۲٫۹ | ۲۰۱۰ est. |
| کامبوج                    | ۲۲٫۵  | ۲۱٫۸ | ۲۳٫۲ | ۲۰۱۰ est. |
| ایالات فدرال میکرونزی     | ۲۲٫۴  | ۲۱٫۸ | ۲۲٫۹ | ۲۰۱۰ est. |
| کیپ ورد                   | ۲۲٫۳  | ۲۱٫۴ | ۲۳٫۱ | ۲۰۱۰ est. |
| تیمور شرقی                | ۲۲٫۲  | ۲۲٫۲ | ۲۲٫۲ | ۲۰۱۰ est. |
| تاجیکستان                 | ۲۲٫۲  | ۲۱٫۷ | ۲۲٫۷ | ۲۰۱۰ est. |
| بولیوی                    | ۲۲٫۲  | ۲۱٫۵ | ۲۲٫۹ | ۲۰۱۰ est. |
| بوتسوانا                  | ۲۲٫۰  | ۲۱٫۸ | ۲۲٫۱ | ۲۰۱۰ est. |
| کیریباتی                  | ۲۲٫۲  | ۲۱٫۴ | ۲۳٫۰ | ۲۰۱۰ est. |
| نائورو                    | ۲۲٫۰  | ۲۱٫۴ | ۲۲٫۶ | ۲۰۱۰ est. |
| ساموآ                     | ۲۱٫۸  | ۲۱٫۷ | ۲۱٫۹ | ۲۰۱۰ est. |
| اردن                      | ۲۱٫۸  | ۲۱٫۶ | ۲۲٫۱ | ۲۰۱۰ est. |
| عربستان سعودی             | ۲۱٫۶  | ۲۲٫۹ | ۲۰٫۰ | ۲۰۱۰ est. |
| پاپوآ گینه نو             | ۲۱٫۶  | ۲۱٫۹ | ۲۱٫۳ | ۲۰۱۰ est. |
| جزایر مارشال              | ۲۱٫۵  | ۲۱٫۵ | ۲۱٫۵ | ۲۰۱۰ est. |
| سوریه                     | ۲۱٫۵  | ۲۱٫۳ | ۲۱٫۷ | ۲۰۱۰ est. |
| نامیبیا                   | ۲۱٫۴  | ۲۱٫۳ | ۲۱٫۴ | ۲۰۱۰ est. |
| جیبوتی                    | ۲۱٫۴  | ۱۹٫۸ | ۲۲٫۸ | ۲۰۱۰ est. |
| پاکستان                   | ۲۱٫۲  | ۲۱٫۳ | ۲۱٫۲ | ۲۰۱۰ est. |
| نپال                      | ۲۱٫۲  | ۲۰٫۲ | ۲۲٫۱ | ۲۰۱۰ est. |
| غنا                       | ۲۱٫۱  | ۲۰٫۸ | ۲۱٫۳ | ۲۰۱۰ est. |
| کرانه باختری              | ۲۰٫۹  | ۲۰٫۷ | ۲۱٫۱ | ۲۰۱۰ est. |
| بلیز                      | ۲۰٫۷  | ۲۰٫۵ | ۲۰٫۹ | ۲۰۱۰ est. |
| هندوراس                   | ۲۰٫۷  | ۲۰٫۳ | ۲۱٫۱ | ۲۰۱۰ est. |
| عراق                      | ۲۰٫۶  | ۲۰٫۵ | ۲۰٫۸ | ۲۰۱۰ est. |
| هائیتی                    | ۲۰٫۵  | ۲۰٫۰ | ۲۰٫۹ | ۲۰۱۰ est. |
| صحرای غربی                | ۲۰٫۱  | ۱۹٫۷ | ۲۰٫۶ | ۲۰۱۰ est. |
| اسواتینی                  | ۲۰٫۱  | ۱۹٫۷ | ۲۰٫۵ | ۲۰۱۰ est. |
| جزایر سلیمان              | ۲۰٫۰  | ۱۹٫۸ | ۲۰٫۲ | ۲۰۱۰ est. |
| گواتمالا                  | ۱۹٫۷  | ۱۹٫۱ | ۲۰٫۴ | ۲۰۱۰ est. |
| لائوس                     | ۱۹٫۵  | ۱۹٫۲ | ۱۹٫۸ | ۲۰۱۰ est. |
| ساحل عاج                  | ۱۹٫۴  | ۱۹٫۶ | ۱۹٫۳ | ۲۰۱۰ est. |
| گینه بیسائو               | ۱۹٫۴  | ۱۸٫۸ | ۱۹٫۹ | ۲۰۱۰ est. |
| کامرون                    | ۱۹٫۳  | ۱۹٫۲ | ۱۹٫۴ | ۲۰۱۰ est. |
| سودان                     | ۱۹٫۳  | ۱۹٫۱ | ۱۹٫۵ | ۲۰۱۰ est. |
| موریتانی                  | ۱۹٫۳  | ۱۸٫۵ | ۲۰٫۲ | ۲۰۱۰ est. |
| جمهوری آفریقای مرکزی      | ۱۹٫۱  | ۱۸٫۷ | ۱۹٫۵ | ۲۰۱۰ est. |
| نیجریه                    | ۱۹٫۱  | ۱۹٫۰ | ۱۹٫۲ | ۲۰۱۰ est. |
| سیرالئون                  | ۱۹٫۰  | ۱۸٫۶ | ۱۹٫۵ | ۲۰۱۰ est. |
| گینه استوایی              | ۱۹٫۰  | ۱۸٫۴ | ۱۹٫۶ | ۲۰۱۰ est. |
| کومور                     | ۱۸٫۹  | ۱۸٫۶ | ۱۹٫۲ | ۲۰۱۰ est. |
| توگو                      | ۱۸٫۹  | ۱۸٫۵ | ۱۹٫۴ | ۲۰۱۰ est. |
| کنیا                      | ۱۸٫۸  | ۱۸٫۷ | ۱۸٫۹ | ۲۰۱۰ est. |
| سنگال                     | ۱۸٫۷  | ۱۸٫۵ | ۱۸٫۹ | ۲۰۱۰ est. |
| گابن                      | ۱۸٫۶  | ۱۸٫۴ | ۱۸٫۹ | ۲۰۱۰ est. |
| رواندا                    | ۱۸٫۶  | ۱۸٫۴ | ۱۸٫۹ | ۲۰۱۰ est. |
| گینه                      | ۱۸٫۵  | ۱۸٫۳ | ۱۸٫۸ | ۲۰۱۰ est. |
| اریتره                    | ۱۸٫۵  | ۱۸٫۲ | ۱۸٫۹ | ۲۰۱۰ est. |
| لیبریا                    | ۱۸٫۴  | ۱۸٫۳ | ۱۸٫۴ | ۲۰۱۰ est. |
| تانزانیا                  | ۱۸٫۳  | ۱۸٫۰ | ۱۸٫۵ | ۲۰۱۰ est. |
| ماداگاسکار                | ۱۸٫۱  | ۱۷٫۸ | ۱۸٫۳ | ۲۰۱۰ est. |
| آنگولا                    | ۱۸٫۰  | ۱۸٫۰ | ۱۸٫۰ | ۲۰۱۰ est. |
| گامبیا                    | ۱۸٫۰  | ۱۷٫۹ | ۱۸٫۲ | ۲۰۱۰ est. |
| افغانستان                 | ۱۸٫۰  | ۱۷٫۹ | ۱۸٫۱ | ۲۰۱۰ est. |
| زیمبابوه                  | ۱۷٫۸  | ۱۶٫۷ | ۱۸٫۹ | ۲۰۱۰ est. |
| سومالی                    | ۱۷٫۶  | ۱۷٫۴ | ۱۷٫۷ | ۲۰۱۰ est. |
| نوار غزه                  | ۱۷٫۵  | ۱۷٫۴ | ۱۷٫۷ | ۲۰۱۰ est. |
| موزامبیک                  | ۱۷٫۵  | ۱۷٫۱ | ۱۷٫۹ | ۲۰۱۰ est. |
| سائوتومه و پرنسیپ         | ۱۷٫۵  | ۱۷٫۰ | ۱۷٫۹ | ۲۰۱۰ est. |
| بنین                      | ۱۷٫۳  | ۱۶٫۹ | ۱۷٫۸ | ۲۰۱۰ est. |
| مایوت                     | ۱۷٫۳  | ۱۸٫۱ | ۱۶٫۵ | ۲۰۱۰ est. |
| زامبیا                    | ۱۷٫۲  | ۱۷٫۱ | ۱۷٫۳ | ۲۰۱۰ est. |
| مالاوی                    | ۱۷٫۱  | ۱۷٫۰ | ۱۷٫۳ | ۲۰۱۰ est. |
| اتیوپی                    | ۱۶٫۸  | ۱۶٫۵ | ۱۷٫۲ | ۲۰۱۰ est. |
| بورکینافاسو               | ۱۶٫۸  | ۱۶٫۶ | ۱۷٫۰ | ۲۰۱۰ est. |
| جمهوری کنگو               | ۱۶٫۹  | ۱۶٫۷ | ۱۷٫۲ | ۲۰۱۰ est. |
| بوروندی                   | ۱۶٫۸  | ۱۶٫۶ | ۱۷٫۰ | ۲۰۱۰ est. |
| چاد                       | ۱۶٫۶  | ۱۵٫۵ | ۱۷٫۸ | ۲۰۱۰ est. |
| جمهوری دموکراتیک کنگو     | ۱۶٫۵  | ۱۶٫۳ | ۱۶٫۷ | ۲۰۱۰ est. |
| یمن                       | ۱۶٫۴  | ۱۶٫۸ | ۱۶٫۰ | ۲۰۱۰ est. |
| مالی                      | ۱۶٫۲  | ۱۵٫۸ | ۱۶٫۶ | ۲۰۱۰ est. |
| نیجر                      | ۱۵٫۲  | ۱۵٫۰ | ۱۵٫۴ | ۲۰۱۰ est. |
| اوگاندا                   | ۱۵٫۰  | ۱۴٫۹ | ۱۵٫۱ | ۲۰۱۰ est. |